# Weltjugendtag 1991

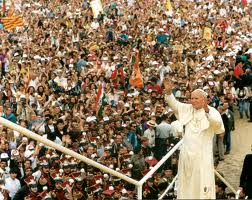
Papst Johannes II. während des Weltjugendtages

Der Weltjugendtag 1991 war eine internationale Veranstaltung für junge Katholiken der römisch-katholischen Kirche, die zwischen dem 10. und 15. August 1991 auf dem Jasna Góra in Częstochowa (Tschenstochau) in Polen stattfand. Das Motto lautete „Ihr habt den Geist der Kindschaft empfangen“ (Röm 8,15 ). 1,6 Millionen Menschen nahmen an der Abschlussmesse teil.

## Vorbereitung
In der Botschaft zum Weltjugendtag, die am 15. August 1990 in der Vatikanstadt verkündet wurde, erinnerte Johannes Paul II. an die Rolle des Heiligen Geistes im christlichen Leben. Der Papst machte auf das Wesen der wahren Freiheit und die Verantwortung der Christen gegenüber der Welt aufmerksam. Er lud die Jugend der Welt ein, zum Heiligtum der Schwarze Madonna von Tschenstochau auf dem Jasna Góra (Klarenberg) zu kommen, dem Nationalheiligtum Polens. Częstochowa ist nicht nur Ort dieses bedeutenden Heiligtums, sondern auch die Heimat des Papstes, wo er den Zweiten Weltkrieg und die Zeit des kommunistischen Regimes in Polen und der Abhängigkeit seines Heimatlandes von der Sowjetunion erlebte. Der gastgebende Ort des Weltjugendtags, Częstochowa, hatte also eine hohe symbolische Bedeutung.

## Hymne
Die Hymne war das Lied „Abba Ojcze“des Dominikanerpaters Jan Góra. Übersetzt lautet der Titel „Abba, Vater“, wobei „Abba“ das aramäische Wort für „Vater“ ist.

## Programm
Der fünftägige Weltjugendtag fand im Rahmen einer Auslandsreise des Papstes statt, der Polen und Ungarn zwischen dem 13. und 20. August 1991 besuchte. Die ersten drei Tage galten der Katechese („Unterweisung“). Der Abschluss des Weltjugendtags bestand aus einer Vigil, einer liturgischen Feier am Vorabend, und einer Messe am Schrein von Jasna Góra.
Zum ersten Mal hatte der Weltjugendtag mehr als eine Million Teilnehmer aus 75 Ländern. Schätzungen zufolge folgten zwischen 1,5 und 1,8 Millionen Jugendliche der Einladung. Częstochowa übertraf damit den Rekord von Buenos Aires aus dem Jahre 1987. Zum ersten Mal konnten auch Jugendliche aus den Staaten des ehemaligen Warschauer Paktes teilnehmen.
Papst Johannes Paul II. sprach bei der Eröffnung und beim Abschluss des Weltjugendtags auf Esperanto.